# 第17工兵落下傘連隊
第17工兵落下傘連隊（だいじゅうななこうへいらっかさんれんたい、17e régiment de génie parachutiste：17e RGP）は、タルヌ＝エ＝ガロンヌ県モントーバンに駐屯する、第11落下傘旅団隷下のフランス陸軍の空挺連隊である。
兵種は工兵、伝統的区分も工兵である。

## 沿革
- 1945年：第17工兵落下傘連隊が編成される。
- 1999年：第11落下傘旅団の隷下となる。

## 最新の部隊編成
- 連隊本部
- 本部管理中隊
- 第1中隊
- 第2中隊
- 第3中隊
- 管理支援中隊（武器・車両・通信の整備など）
- 支援中隊
- 予備訓練中隊

### 定員
- 連隊の人員構成としては、約900名からなる。

## 主要装備
- GIAT BM92-G1
- FA-MAS
- FR-F2
- AAT-F1
- AA-52
- 12.7mm重機関銃
- EBG（装甲工兵車）
- MPG（多目的工兵車、バケットローダー）
- VAB
- VAL
- P4